# Phase de groupes de la Ligue Europa 2021-2022
Pour un article plus général, voir Ligue Europa 2021-2022.
Navigation
Phase finale
La phase de groupes de l'édition 2021-2022 de la Ligue Europa se déroule du 15 septembre au 9 décembre 2021. Un total de 32 équipes y prend part afin de désigner 16 des 24 participants à la phase finale.

## Format
Dans chaque groupe, chaque équipe affronte les trois autres, à domicile et à l'extérieur suivant un format « toutes rondes », pour un total de six matchs chacun. Le premier se qualifie pour les huitièmes de finale, le deuxième est qualifié pour les barrages de la phase à élimination directe et affrontera les reversés de Ligue des champions, le troisième est reversé en Ligue Europa Conférence. La répartition des points est la suivante : 3 points pour une victoire, 1 point pour un match nul et 0 points pour une défaite.

### Critères de départage
En cas d’égalité de points de plusieurs équipes à l'issue des matches de groupe,
les critères suivants sont appliqués dans l'ordre indiqué pour établir leur
classement :
1. plus grand nombre de points obtenus dans les matches du groupe disputés entre les équipes concernées ;
2. meilleure différence de buts dans les matches du groupe disputés entre les équipes concernées ;
3. plus grand nombre de buts marqués dans les matches du groupe disputés entre les équipes concernées ;
4. plus grand nombre de buts marqués à l’extérieur dans les matches du groupe disputés entre les équipes concernées ;
5. si, après l’application des critères 1 à 4, plusieurs équipes sont toujours à égalité, les critères 1 à 4 sont à nouveau appliqués exclusivement aux matches entre les équipes concernées afin de déterminer leur classement final. Si cette procédure ne donne pas de résultat, les critères 6 à 12 s’appliquent ;
6. meilleure différence de buts dans tous les matches du groupe ;
7. plus grand nombre de buts marqués dans tous les matches du groupe ;
8. plus grand nombre de buts marqués à l’extérieur dans tous les matches du groupe ;
9. plus grand nombre de victoires dans tous les matches du groupe ;
10. plus grand nombre de victoires à l'extérieur dans tous les matches du groupe ;
11. total le plus faible de points disciplinaires sur la base uniquement des cartons jaunes et des cartons rouges reçus durant tous les matches du groupe (carton rouge = 3 points, carton jaune = 1 point, expulsion pour deux cartons jaunes au cours d'un match = 3 points) ;
12. meilleur coefficient de club.

Légende des classements
- Qualifié pour les huitièmes de finale
- Qualifié pour les barrages de la phase à élimination directe
- Repêché en barrages de la phase à élimination directe de la Ligue Europa Conférence

Légende des résultats
- Victoire à domicile
- Match nul
- Victoire à l'extérieur

## Groupes

### Groupe A
| Rang | Équipe             | Pts | J | G | N | P | Bp | Bc | Diff |  | Résultats (▼ dom., ► ext.) |     |     |     |     |
| ---- | ------------------ | --- | - | - | - | - | -- | -- | ---- |  | -------------------------- | --- | --- | --- | --- |
| 1    | Olympique lyonnais | 16  | 6 | 5 | 1 | 0 | 16 | 5  | +11  |  | Olympique lyonnais         |     | 1-1 | 3-0 | 3-0 |
| 2    | Rangers FC         | 8   | 6 | 2 | 2 | 2 | 6  | 5  | +1   |  | Rangers FC                 | 0-2 |     | 2-0 | 2-0 |
| 3    | Sparta Prague      | 7   | 6 | 2 | 1 | 3 | 6  | 9  | -3   |  | Sparta Prague              | 3-4 | 1-0 |     | 2-0 |
| 4    | Brøndby IF         | 2   | 6 | 0 | 2 | 4 | 2  | 11 | -9   |  | Brøndby IF                 | 1-3 | 1-1 | 0-0 |     |

| 1re journée                  | Brøndby IF | 0 - 0   | Sparta Prague | Brøndby Stadion, Brøndby                                                             |                                                                                      |
| 16 septembre 2021 21h00 CEST |            | (0 - 0) |               | Spectateurs : 18 867 Arbitrage : Aleksandar Stavrev Arbitre vidéo : Paweł Raczkowski | Spectateurs : 18 867 Arbitrage : Aleksandar Stavrev Arbitre vidéo : Paweł Raczkowski |
| 16 septembre 2021 21h00 CEST | Rapport    |         |               | Spectateurs : 18 867 Arbitrage : Aleksandar Stavrev Arbitre vidéo : Paweł Raczkowski | Spectateurs : 18 867 Arbitrage : Aleksandar Stavrev Arbitre vidéo : Paweł Raczkowski |

| 1re journée                  | Rangers FC | 0 - 2   | Olympique lyonnais                    | Ibrox Stadium, Glasgow                                                      |                                                                             |
| 16 septembre 2021 21h00 CEST |            | (0 - 1) | 23e Toko-Ekambi · 55e (csc) Tavernier | Spectateurs : 44 906 Arbitrage : Andreas Ekberg Arbitre vidéo : Marco Fritz | Spectateurs : 44 906 Arbitrage : Andreas Ekberg Arbitre vidéo : Marco Fritz |
| 16 septembre 2021 21h00 CEST | Rapport    |         |                                       | Spectateurs : 44 906 Arbitrage : Andreas Ekberg Arbitre vidéo : Marco Fritz | Spectateurs : 44 906 Arbitrage : Andreas Ekberg Arbitre vidéo : Marco Fritz |

| 2e journée                   | Olympique lyonnais              | 3 - 0   | Brøndby IF | Groupama Stadium, Lyon                                                      |                                                                             |
| 30 septembre 2021 18h45 CEST | Toko-Ekambi 64e 71e · Aouar 86e | (0 - 0) |            | Spectateurs : 25 466 Arbitrage : Harald Lechner Arbitre vidéo : Harm Osmers | Spectateurs : 25 466 Arbitrage : Harald Lechner Arbitre vidéo : Harm Osmers |
| 30 septembre 2021 18h45 CEST | Rapport                         |         |            | Spectateurs : 25 466 Arbitrage : Harald Lechner Arbitre vidéo : Harm Osmers | Spectateurs : 25 466 Arbitrage : Harald Lechner Arbitre vidéo : Harm Osmers |

| 2e journée                   | Sparta Prague | 1 - 0   | Rangers FC | Generali Arena, Prague                                                            |                                                                                   |
| 30 septembre 2021 18h45 CEST | Hancko 29e    | (1 - 0) |            | Spectateurs : 10 879 Arbitrage : Ali Palabıyık Arbitre vidéo : Abdulkadir Bitigen | Spectateurs : 10 879 Arbitrage : Ali Palabıyık Arbitre vidéo : Abdulkadir Bitigen |
| 30 septembre 2021 18h45 CEST | Rapport       |         |            | Spectateurs : 10 879 Arbitrage : Ali Palabıyık Arbitre vidéo : Abdulkadir Bitigen | Spectateurs : 10 879 Arbitrage : Ali Palabıyık Arbitre vidéo : Abdulkadir Bitigen |

| 3e journée                 | Rangers FC              | 2 - 0   | Brøndby IF | Ibrox Stadium, Glasgow                                                     |                                                                            |
| 21 octobre 2021 21h00 CEST | Balogun 18e · Roofe 30e | (2 - 0) |            | Spectateurs : 46 842 Arbitrage : Fran Jović Arbitre vidéo : Pol van Boekel | Spectateurs : 46 842 Arbitrage : Fran Jović Arbitre vidéo : Pol van Boekel |
| 21 octobre 2021 21h00 CEST | Rapport                 |         |            | Spectateurs : 46 842 Arbitrage : Fran Jović Arbitre vidéo : Pol van Boekel | Spectateurs : 46 842 Arbitrage : Fran Jović Arbitre vidéo : Pol van Boekel |

| 3e journée                 | Sparta Prague                     | 3 - 4   | Olympique lyonnais                                                                                    | Generali Arena, Prague                                                   |                                                                          |
| 21 octobre 2021 21h00 CEST | Haraslín 4e 19e · Krejčí II 90+6e | (2 - 1) | 42e 88e Toko-Ekambi · 53e Aouar · 67e Paquetá                                                         | Spectateurs : 12 427 Arbitrage : Matej Jug Arbitre vidéo : Slavko Vinčić | Spectateurs : 12 427 Arbitrage : Matej Jug Arbitre vidéo : Slavko Vinčić |
| 21 octobre 2021 21h00 CEST | Haraslín 59e · Pavelka 80e        | Rapport | 24e Henrique · 52e, 74e Gusto · 59e Boateng · 62e Toko-Ekambi · 62e Dubois · 69e Paquetá · 85e Mendes | Spectateurs : 12 427 Arbitrage : Matej Jug Arbitre vidéo : Slavko Vinčić | Spectateurs : 12 427 Arbitrage : Matej Jug Arbitre vidéo : Slavko Vinčić |

| 4e journée                | Brøndby IF        | 1 - 1   | Rangers FC | Brøndby Stadion, Brøndby                                                    |                                                                             |
| 4 novembre 2021 18h45 CET | Balogun 45e (csc) | (1 - 0) | 77e Hagi   | Spectateurs : 20 462 Arbitrage : Nikola Dabanović Arbitre vidéo : Matej Jug | Spectateurs : 20 462 Arbitrage : Nikola Dabanović Arbitre vidéo : Matej Jug |
| 4 novembre 2021 18h45 CET | Rapport           |         |            | Spectateurs : 20 462 Arbitrage : Nikola Dabanović Arbitre vidéo : Matej Jug | Spectateurs : 20 462 Arbitrage : Nikola Dabanović Arbitre vidéo : Matej Jug |

| 4e journée                | Olympique lyonnais                  | 3 - 0   | Sparta Prague | Groupama Stadium, Lyon                                                                |                                                                                       |
| 4 novembre 2021 18h45 CET | Slimani 61e 63e · Toko-Ekambi 90+2e | (0 - 0) |               | Spectateurs : 33 934 Arbitrage : Maurizio Mariani Arbitre vidéo : Massimiliano Irrati | Spectateurs : 33 934 Arbitrage : Maurizio Mariani Arbitre vidéo : Massimiliano Irrati |
| 4 novembre 2021 18h45 CET | Rapport                             |         |               | Spectateurs : 33 934 Arbitrage : Maurizio Mariani Arbitre vidéo : Massimiliano Irrati | Spectateurs : 33 934 Arbitrage : Maurizio Mariani Arbitre vidéo : Massimiliano Irrati |

| 5e journée                 | Brøndby IF | 1 - 3   | Olympique lyonnais           | Brøndby Stadion, Brøndby                                                     |                                                                              |
| 25 novembre 2021 21h00 CET | Uhre 51e   | (0 - 0) | 57e 66e Cherki · 76e Slimani | Spectateurs : 16 645 Arbitrage : Georgi Kabakov Arbitre vidéo : Luis Godinho | Spectateurs : 16 645 Arbitrage : Georgi Kabakov Arbitre vidéo : Luis Godinho |
| 25 novembre 2021 21h00 CET | Rapport    |         |                              | Spectateurs : 16 645 Arbitrage : Georgi Kabakov Arbitre vidéo : Luis Godinho | Spectateurs : 16 645 Arbitrage : Georgi Kabakov Arbitre vidéo : Luis Godinho |

| 5e journée                 | Rangers FC      | 2 - 0   | Sparta Prague | Ibrox Stadium, Glasgow                                                         |                                                                                |
| 25 novembre 2021 21h00 CET | Morelos 15e 49e | (1 - 0) |               | Spectateurs : 48 370 Arbitrage : Danny Makkelie Arbitre vidéo : Pol van Boekel | Spectateurs : 48 370 Arbitrage : Danny Makkelie Arbitre vidéo : Pol van Boekel |
| 25 novembre 2021 21h00 CET | Rapport         |         |               | Spectateurs : 48 370 Arbitrage : Danny Makkelie Arbitre vidéo : Pol van Boekel | Spectateurs : 48 370 Arbitrage : Danny Makkelie Arbitre vidéo : Pol van Boekel |

| 6e journée                | Olympique lyonnais | 1 - 1   | Rangers FC | Groupama Stadium, Lyon                                                    |                                                                           |
| 9 décembre 2021 18h45 CET | Bassey 49e (csc)   | (0 - 1) | 42e Wright | Spectateurs : 26 842 Arbitrage : Radu Petrescu Arbitre vidéo : Fedayi San | Spectateurs : 26 842 Arbitrage : Radu Petrescu Arbitre vidéo : Fedayi San |
| 9 décembre 2021 18h45 CET | Rapport            |         |            | Spectateurs : 26 842 Arbitrage : Radu Petrescu Arbitre vidéo : Fedayi San | Spectateurs : 26 842 Arbitrage : Radu Petrescu Arbitre vidéo : Fedayi San |

| 6e journée                | Sparta Prague           | 2 - 0   | Brøndby IF | Generali Arena, Prague                                                  |                                                                         |
| 9 décembre 2021 18h45 CET | Hancko 43e · Hložek 49e | (1 - 0) |            | Spectateurs : 976 Arbitrage : Craig Pawson Arbitre vidéo : Peter Bankes | Spectateurs : 976 Arbitrage : Craig Pawson Arbitre vidéo : Peter Bankes |
| 9 décembre 2021 18h45 CET | Rapport                 |         |            | Spectateurs : 976 Arbitrage : Craig Pawson Arbitre vidéo : Peter Bankes | Spectateurs : 976 Arbitrage : Craig Pawson Arbitre vidéo : Peter Bankes |

### Groupe B
| Rang | Équipe        | Pts | J | G | N | P | Bp | Bc | Diff |  | Résultats (▼ dom., ► ext.) |     |     |     |     |
| ---- | ------------- | --- | - | - | - | - | -- | -- | ---- |  | -------------------------- | --- | --- | --- | --- |
| 1    | AS Monaco     | 12  | 6 | 3 | 3 | 0 | 7  | 4  | +3   |  | AS Monaco                  |     | 2-1 | 0-0 | 1-0 |
| 2    | Real Sociedad | 9   | 6 | 2 | 3 | 1 | 9  | 6  | +3   |  | Real Sociedad              | 1-1 |     | 3-0 | 1-1 |
| 3    | PSV Eindhoven | 8   | 6 | 2 | 2 | 2 | 9  | 8  | +1   |  | PSV Eindhoven              | 1-2 | 2-2 |     | 2-0 |
| 4    | Sturm Graz    | 2   | 6 | 0 | 2 | 4 | 3  | 10 | -7   |  | Sturm Graz                 | 1-1 | 0-1 | 1-4 |     |

| 1re journée                  | AS Monaco  | 1 - 0   | Sturm Graz | Stade Louis-II, Monaco                                                    |                                                                           |
| 16 septembre 2021 21h00 CEST | Diatta 66e | (0 - 0) |            | Spectateurs : 2 941 Arbitrage : Donatas Rumšas Arbitre vidéo : Kevin Blom | Spectateurs : 2 941 Arbitrage : Donatas Rumšas Arbitre vidéo : Kevin Blom |
| 16 septembre 2021 21h00 CEST | Rapport    |         |            | Spectateurs : 2 941 Arbitrage : Donatas Rumšas Arbitre vidéo : Kevin Blom | Spectateurs : 2 941 Arbitrage : Donatas Rumšas Arbitre vidéo : Kevin Blom |

| 1re journée                  | PSV Eindhoven         | 2 - 2   | Real Sociedad          | Stade Philips, Eindhoven                                                     |                                                                              |
| 16 septembre 2021 21h00 CEST | Götze 32e · Gakpo 54e | (1 - 2) | 34e Januzaj · 39e Isak | Spectateurs : 23 135 Arbitrage : William Collum Arbitre vidéo : Paul Tierney | Spectateurs : 23 135 Arbitrage : William Collum Arbitre vidéo : Paul Tierney |
| 16 septembre 2021 21h00 CEST | Rapport               |         |                        | Spectateurs : 23 135 Arbitrage : William Collum Arbitre vidéo : Paul Tierney | Spectateurs : 23 135 Arbitrage : William Collum Arbitre vidéo : Paul Tierney |

| 2e journée                   | Real Sociedad | 1 - 1   | AS Monaco  | Stade d'Anoeta, Saint-Sébastien                                               |                                                                               |
| 30 septembre 2021 18h45 CEST | Merino 53e    | (0 - 1) | 16e Disasi | Spectateurs : 23 765 Arbitrage : Sergeï Ivanov Arbitre vidéo : Vitali Meshkov | Spectateurs : 23 765 Arbitrage : Sergeï Ivanov Arbitre vidéo : Vitali Meshkov |
| 30 septembre 2021 18h45 CEST | Rapport       |         |            | Spectateurs : 23 765 Arbitrage : Sergeï Ivanov Arbitre vidéo : Vitali Meshkov | Spectateurs : 23 765 Arbitrage : Sergeï Ivanov Arbitre vidéo : Vitali Meshkov |

| 2e journée                   | Sturm Graz    | 1 - 4   | PSV Eindhoven                                      | Stadion Graz-Liebenau, Graz                                                      |                                                                                  |
| 30 septembre 2021 18h45 CEST | Stanković 55e | (0 - 1) | 32e Sangaré · 51e Zahavi · 74e Max · 78e Vertessen | Spectateurs : 15 026 Arbitrage : Yevhen Aranovskyi Arbitre vidéo : Denys Shurman | Spectateurs : 15 026 Arbitrage : Yevhen Aranovskyi Arbitre vidéo : Denys Shurman |
| 30 septembre 2021 18h45 CEST | Rapport       |         |                                                    | Spectateurs : 15 026 Arbitrage : Yevhen Aranovskyi Arbitre vidéo : Denys Shurman | Spectateurs : 15 026 Arbitrage : Yevhen Aranovskyi Arbitre vidéo : Denys Shurman |

| 3e journée                 | PSV Eindhoven | 1 - 2   | AS Monaco            | Stade Philips, Eindhoven                                                     |                                                                              |
| 21 octobre 2021 21h00 CEST | Gakpo 59e     | (0 - 1) | 20e Boadu · 89e Diop | Spectateurs : 33 000 Arbitrage : Davide Massa Arbitre vidéo : Marco Di Bello | Spectateurs : 33 000 Arbitrage : Davide Massa Arbitre vidéo : Marco Di Bello |
| 21 octobre 2021 21h00 CEST | Rapport       |         |                      | Spectateurs : 33 000 Arbitrage : Davide Massa Arbitre vidéo : Marco Di Bello | Spectateurs : 33 000 Arbitrage : Davide Massa Arbitre vidéo : Marco Di Bello |

| 3e journée                 | Sturm Graz | 0 - 1   | Real Sociedad | Stadion Graz-Liebenau, Graz                                                      |                                                                                  |
| 21 octobre 2021 21h00 CEST |            | (0 - 0) | 69e Isak      | Spectateurs : 14 809 Arbitrage : Tobias Stieler Arbitre vidéo : Sascha Stegemann | Spectateurs : 14 809 Arbitrage : Tobias Stieler Arbitre vidéo : Sascha Stegemann |
| 21 octobre 2021 21h00 CEST | Rapport    |         |               | Spectateurs : 14 809 Arbitrage : Tobias Stieler Arbitre vidéo : Sascha Stegemann | Spectateurs : 14 809 Arbitrage : Tobias Stieler Arbitre vidéo : Sascha Stegemann |

| 4e journée                | AS Monaco | 0 - 0   | PSV Eindhoven | Stade Louis-II, Monaco                                                     |                                                                            |
| 4 novembre 2021 18h45 CET |           | (0 - 0) |               | Spectateurs : 5 840 Arbitrage : Cüneyt Çakır Arbitre vidéo : Mete Kalkavan | Spectateurs : 5 840 Arbitrage : Cüneyt Çakır Arbitre vidéo : Mete Kalkavan |
| 4 novembre 2021 18h45 CET | Rapport   |         |               | Spectateurs : 5 840 Arbitrage : Cüneyt Çakır Arbitre vidéo : Mete Kalkavan | Spectateurs : 5 840 Arbitrage : Cüneyt Çakır Arbitre vidéo : Mete Kalkavan |

| 4e journée                | Real Sociedad | 1 - 1   | Sturm Graz    | Stade d'Anoeta, Saint-Sébastien                                                     |                                                                                     |
| 4 novembre 2021 18h45 CET | Sørloth 53e   | (0 - 1) | 38e Jantscher | Spectateurs : 25 010 Arbitrage : Andris Treimanis Arbitre vidéo : François Letexier | Spectateurs : 25 010 Arbitrage : Andris Treimanis Arbitre vidéo : François Letexier |
| 4 novembre 2021 18h45 CET | Rapport       |         |               | Spectateurs : 25 010 Arbitrage : Andris Treimanis Arbitre vidéo : François Letexier | Spectateurs : 25 010 Arbitrage : Andris Treimanis Arbitre vidéo : François Letexier |

| 5e journée                 | AS Monaco                | 2 - 1   | Real Sociedad | Stade Louis-II, Monaco                                                       |                                                                              |
| 25 novembre 2021 21h00 CET | Volland 28e · Fofana 38e | (2 - 1) | 35e Isak      | Spectateurs : 3 834 Arbitrage : Ivan Kružliak Arbitre vidéo : Stuart Attwell | Spectateurs : 3 834 Arbitrage : Ivan Kružliak Arbitre vidéo : Stuart Attwell |
| 25 novembre 2021 21h00 CET | Rapport                  |         |               | Spectateurs : 3 834 Arbitrage : Ivan Kružliak Arbitre vidéo : Stuart Attwell | Spectateurs : 3 834 Arbitrage : Ivan Kružliak Arbitre vidéo : Stuart Attwell |

| 5e journée                 | PSV Eindhoven                   | 2 - 0   | Sturm Graz | Stade Philips, Eindhoven                                                 |                                                                          |
| 25 novembre 2021 21h00 CET | Vinícius 45e (pen.) · Bruma 56e | (1 - 0) |            | Spectateurs : 0 Arbitrage : Pawel Raczkowski Arbitre vidéo : Marco Fritz | Spectateurs : 0 Arbitrage : Pawel Raczkowski Arbitre vidéo : Marco Fritz |
| 25 novembre 2021 21h00 CET | Rapport                         |         |            | Spectateurs : 0 Arbitrage : Pawel Raczkowski Arbitre vidéo : Marco Fritz | Spectateurs : 0 Arbitrage : Pawel Raczkowski Arbitre vidéo : Marco Fritz |

| 6e journée                | Real Sociedad                            | 3 - 0   | PSV Eindhoven | Stade d'Anoeta, Saint-Sébastien                                           |                                                                           |
| 9 décembre 2021 18h45 CET | Oyarzabal 43e (pen.) 62e · Sørloth 90+3e | (1 - 0) |               | Spectateurs : 24 940 Arbitrage : Felix Zwayer Arbitre vidéo : Marco Fritz | Spectateurs : 24 940 Arbitrage : Felix Zwayer Arbitre vidéo : Marco Fritz |
| 9 décembre 2021 18h45 CET | Rapport                                  |         |               | Spectateurs : 24 940 Arbitrage : Felix Zwayer Arbitre vidéo : Marco Fritz | Spectateurs : 24 940 Arbitrage : Felix Zwayer Arbitre vidéo : Marco Fritz |

| 6e journée                | Sturm Graz          | 1 - 1   | AS Monaco   | Stadion Graz-Liebenau, Graz                                                     |                                                                                 |
| 9 décembre 2021 18h45 CET | Jantscher 6e (pen.) | (1 - 1) | 30e Volland | Spectateurs : 0 Arbitrage : Mohammed Al-Hakim Arbitre vidéo : Ricardo de Burgos | Spectateurs : 0 Arbitrage : Mohammed Al-Hakim Arbitre vidéo : Ricardo de Burgos |
| 9 décembre 2021 18h45 CET | Rapport             |         |             | Spectateurs : 0 Arbitrage : Mohammed Al-Hakim Arbitre vidéo : Ricardo de Burgos | Spectateurs : 0 Arbitrage : Mohammed Al-Hakim Arbitre vidéo : Ricardo de Burgos |

### Groupe C
| Rang | Équipe         | Pts | J | G | N | P | Bp | Bc | Diff |  | Résultats (▼ dom., ► ext.) |     |     |     |     |
| ---- | -------------- | --- | - | - | - | - | -- | -- | ---- |  | -------------------------- | --- | --- | --- | --- |
| 1    | Spartak Moscou | 10  | 6 | 3 | 1 | 2 | 10 | 9  | +1   |  | Spartak Moscou             |     | 2-1 | 3-4 | 0-1 |
| 2    | SSC Naples     | 10  | 6 | 3 | 1 | 2 | 15 | 10 | +5   |  | SSC Naples                 | 2-3 |     | 3-2 | 3-0 |
| 3    | Leicester City | 8   | 6 | 2 | 2 | 2 | 12 | 11 | +1   |  | Leicester City             | 1-1 | 2-2 |     | 3-1 |
| 4    | Legia Varsovie | 6   | 6 | 2 | 0 | 4 | 4  | 11 | -7   |  | Legia Varsovie             | 0-1 | 1-4 | 1-0 |     |

| 1re journée                  | Spartak Moscou | 0 - 1   | Legia Varsovie | Otkrytie Arena, Moscou                                                           |                                                                                  |
| 15 septembre 2021 16h30 CEST |                | (0 - 0) | 90+1e Kastrati | Spectateurs : 6 832 Arbitrage : Nikola Dabanović Arbitre vidéo : Srđan Jovanović | Spectateurs : 6 832 Arbitrage : Nikola Dabanović Arbitre vidéo : Srđan Jovanović |
| 15 septembre 2021 16h30 CEST | Rapport        |         |                | Spectateurs : 6 832 Arbitrage : Nikola Dabanović Arbitre vidéo : Srđan Jovanović | Spectateurs : 6 832 Arbitrage : Nikola Dabanović Arbitre vidéo : Srđan Jovanović |

| 1re journée                  | Leicester City        | 2 - 2   | SSC Naples      | King Power Stadium, Leicester                                                                |                                                                                              |
| 16 septembre 2021 21h00 CEST | Ayoze 9e · Barnes 64e | (1 - 0) | 69e 87e Osimhen | Spectateurs : 29 579 Arbitrage : Tiago Martins Arbitre vidéo : Alejandro Hernández Hernández | Spectateurs : 29 579 Arbitrage : Tiago Martins Arbitre vidéo : Alejandro Hernández Hernández |
| 16 septembre 2021 21h00 CEST | Rapport               |         |                 | Spectateurs : 29 579 Arbitrage : Tiago Martins Arbitre vidéo : Alejandro Hernández Hernández | Spectateurs : 29 579 Arbitrage : Tiago Martins Arbitre vidéo : Alejandro Hernández Hernández |

| 2e journée                   | Legia Varsovie | 1 - 0   | Leicester City | Stade du maréchal Józef Piłsudski, Varsovie                               |                                                                           |
| 30 septembre 2021 18h45 CEST | Emreli 31e     | (1 - 0) |                | Spectateurs : 27 087 Arbitrage : Ivan Bebek Arbitre vidéo : Orel Grinfeld | Spectateurs : 27 087 Arbitrage : Ivan Bebek Arbitre vidéo : Orel Grinfeld |
| 30 septembre 2021 18h45 CEST | Rapport        |         |                | Spectateurs : 27 087 Arbitrage : Ivan Bebek Arbitre vidéo : Orel Grinfeld | Spectateurs : 27 087 Arbitrage : Ivan Bebek Arbitre vidéo : Orel Grinfeld |

| 2e journée                   | SSC Naples                                                          | 2 - 3   | Spartak Moscou                                                                                                | Stade Diego Armando Maradona, Naples                                           |                                                                                |
| 30 septembre 2021 18h45 CEST | Elmas 1re · Osimhen 90+4e                                           | (1 - 0) | 55e 90e Promes · 81e Ignatov                                                                                  | Spectateurs : 13 373 Arbitrage : Ivan Kružliak Arbitre vidéo : Bastian Dankert | Spectateurs : 13 373 Arbitrage : Ivan Kružliak Arbitre vidéo : Bastian Dankert |
| 30 septembre 2021 18h45 CEST | Rui 30e · Di Lorenzo 45+8e · Koulibaly 65e · Ruiz 78e · Manolás 84e | Rapport | 44e Ponce · 45+1e Litvinov · 45+8e Sobolev · 65e, 82e Caufriez · 77e Ayrton · 89e Maksimenko · 90+10e Umyarov | Spectateurs : 13 373 Arbitrage : Ivan Kružliak Arbitre vidéo : Bastian Dankert | Spectateurs : 13 373 Arbitrage : Ivan Kružliak Arbitre vidéo : Bastian Dankert |

| 3e journée                 | Spartak Moscou                | 3 - 4   | Leicester City       | Otkrytie Arena, Moscou                                                                   |                                                                                          |
| 20 octobre 2021 16h30 CEST | Sobolev 11e 86e · Larsson 44e | (2 - 1) | 45e 48e 54e 79e Daka | Spectateurs : 11 366 Arbitrage : Tasos Sidiropoulos Arbitre vidéo : Ioannis Papadopoulos | Spectateurs : 11 366 Arbitrage : Tasos Sidiropoulos Arbitre vidéo : Ioannis Papadopoulos |
| 20 octobre 2021 16h30 CEST | Rapport                       |         |                      | Spectateurs : 11 366 Arbitrage : Tasos Sidiropoulos Arbitre vidéo : Ioannis Papadopoulos | Spectateurs : 11 366 Arbitrage : Tasos Sidiropoulos Arbitre vidéo : Ioannis Papadopoulos |

| 3e journée                 | SSC Naples                                 | 3 - 0   | Legia Varsovie | Stade Diego Armando Maradona, Naples                                                                   | |
| 21 octobre 2021 21h00 CEST | Insigne 76e · Osimhen 80e · Politano 90+5e | (0 - 0) |                | Spectateurs : 10 346 Arbitrage : Carlos del Cerro Grande Arbitre vidéo : Alejandro Hernández Hernández | Spectateurs : 10 346 Arbitrage : Carlos del Cerro Grande Arbitre vidéo : Alejandro Hernández Hernández |
| 21 octobre 2021 21h00 CEST | Rapport                                    |         |                | Spectateurs : 10 346 Arbitrage : Carlos del Cerro Grande Arbitre vidéo : Alejandro Hernández Hernández | Spectateurs : 10 346 Arbitrage : Carlos del Cerro Grande Arbitre vidéo : Alejandro Hernández Hernández |

| 4e journée                | Legia Varsovie | 1 - 4   | SSC Naples                                                         | Stade du maréchal Józef Piłsudski, Varsovie                                    |                                                                                |
| 4 novembre 2021 18h45 CET | Emreli 10e     | (1 - 0) | 51e (pen.) Zieliński · 75e (pen.) Mertens · 79e Lozano · 90e Ounas | Spectateurs : 25 706 Arbitrage : Lawrence Visser Arbitre vidéo : Benoît Millot | Spectateurs : 25 706 Arbitrage : Lawrence Visser Arbitre vidéo : Benoît Millot |
| 4 novembre 2021 18h45 CET | Rapport        |         |                                                                    | Spectateurs : 25 706 Arbitrage : Lawrence Visser Arbitre vidéo : Benoît Millot | Spectateurs : 25 706 Arbitrage : Lawrence Visser Arbitre vidéo : Benoît Millot |

| 4e journée                | Leicester City | 1 - 1   | Spartak Moscou | King Power Stadium, Leicester                                                        |                                                                                      |
| 4 novembre 2021 21h00 CET | Amartey 58e    | (0 - 0) | 51e Moses      | Spectateurs : 30 222 Arbitrage : Halil Umut Meler Arbitre vidéo : Abdulkadir Bitigen | Spectateurs : 30 222 Arbitrage : Halil Umut Meler Arbitre vidéo : Abdulkadir Bitigen |
| 4 novembre 2021 21h00 CET | Rapport        |         |                | Spectateurs : 30 222 Arbitrage : Halil Umut Meler Arbitre vidéo : Abdulkadir Bitigen | Spectateurs : 30 222 Arbitrage : Halil Umut Meler Arbitre vidéo : Abdulkadir Bitigen |

| 5e journée                 | Spartak Moscou        | 2 - 1   | SSC Naples | Otkrytie Arena, Moscou                                                            |                                                                                   |
| 24 novembre 2021 16h30 CET | Sobolev 3e (pen.) 28e | (2 - 0) | 64e Elmas  | Spectateurs : 10 852 Arbitrage : Clément Turpin Arbitre vidéo : François Letexier | Spectateurs : 10 852 Arbitrage : Clément Turpin Arbitre vidéo : François Letexier |
| 24 novembre 2021 16h30 CET | Rapport               |         |            | Spectateurs : 10 852 Arbitrage : Clément Turpin Arbitre vidéo : François Letexier | Spectateurs : 10 852 Arbitrage : Clément Turpin Arbitre vidéo : François Letexier |

| 5e journée                 | Leicester City                      | 3 - 1   | Legia Varsovie | King Power Stadium, Leicester                                              |                                                                            |
| 25 novembre 2021 21h00 CET | Daka 11e · Maddison 21e · Ndidi 33e | (3 - 1) | 26e Mladenović | Spectateurs : 30 658 Arbitrage : Deniz Aytekin Arbitre vidéo : Harm Osmers | Spectateurs : 30 658 Arbitrage : Deniz Aytekin Arbitre vidéo : Harm Osmers |
| 25 novembre 2021 21h00 CET | Rapport                             |         |                | Spectateurs : 30 658 Arbitrage : Deniz Aytekin Arbitre vidéo : Harm Osmers | Spectateurs : 30 658 Arbitrage : Deniz Aytekin Arbitre vidéo : Harm Osmers |

| 6e journée                | Legia Varsovie | 0 - 1   | Spartak Moscou | Stade du maréchal Józef Piłsudski, Varsovie                                            |                                                                                        |
| 9 décembre 2021 18h45 CET |                | (0 - 1) | 17e Bakaïev    | Spectateurs : 21 629 Arbitrage : Matej Jug Arbitre vidéo : José María Sánchez Martínez | Spectateurs : 21 629 Arbitrage : Matej Jug Arbitre vidéo : José María Sánchez Martínez |
| 9 décembre 2021 18h45 CET | Rapport        |         |                | Spectateurs : 21 629 Arbitrage : Matej Jug Arbitre vidéo : José María Sánchez Martínez | Spectateurs : 21 629 Arbitrage : Matej Jug Arbitre vidéo : José María Sánchez Martínez |

| 6e journée                | SSC Naples               | 3 - 2   | Leicester City                | Stade Diego Armando Maradona, Naples                                               |                                                                                    |
| 9 décembre 2021 18h45 CET | Ounas 4e · Elmas 24e 53e | (2 - 2) | 27e Evans · 33e Dewsbury-Hall | Spectateurs : 14 646 Arbitrage : Antonio Mateu Lahoz Arbitre vidéo : Willy Delajod | Spectateurs : 14 646 Arbitrage : Antonio Mateu Lahoz Arbitre vidéo : Willy Delajod |
| 9 décembre 2021 18h45 CET | Rapport                  |         |                               | Spectateurs : 14 646 Arbitrage : Antonio Mateu Lahoz Arbitre vidéo : Willy Delajod | Spectateurs : 14 646 Arbitrage : Antonio Mateu Lahoz Arbitre vidéo : Willy Delajod |

### Groupe D
| Rang | Équipe              | Pts | J | G | N | P | Bp | Bc | Diff |  | Résultats (▼ dom., ► ext.) |     |     |     |     |
| ---- | ------------------- | --- | - | - | - | - | -- | -- | ---- |  | -------------------------- | --- | --- | --- | --- |
| 1    | Eintracht Francfort | 12  | 6 | 3 | 3 | 0 | 10 | 6  | +4   |  | Eintracht Francfort        |     | 3-1 | 1-1 | 2-2 |
| 2    | Olympiakós          | 9   | 6 | 3 | 0 | 3 | 8  | 7  | +1   |  | Olympiakós                 | 1-2 |     | 1-0 | 2-1 |
| 3    | Fenerbahçe SK       | 6   | 6 | 1 | 3 | 2 | 7  | 8  | -1   |  | Fenerbahçe SK              | 1-1 | 0-3 |     | 2-2 |
| 4    | Royal Antwerp FC    | 5   | 6 | 1 | 2 | 3 | 6  | 10 | -4   |  | Royal Antwerp FC           | 0-1 | 1-0 | 0-3 |     |

| 1re journée                  | Eintracht Francfort | 1 - 1   | Fenerbahçe SK | Deutsche Bank Park, Francfort-sur-le-Main                                             |                                                                                       |
| 16 septembre 2021 21h00 CEST | Lammers 41e         | (1 - 1) | 10e Özil      | Spectateurs : 25 000 Arbitrage : Maurizio Mariani Arbitre vidéo : Massimiliano Irrati | Spectateurs : 25 000 Arbitrage : Maurizio Mariani Arbitre vidéo : Massimiliano Irrati |
| 16 septembre 2021 21h00 CEST | Rapport             |         |               | Spectateurs : 25 000 Arbitrage : Maurizio Mariani Arbitre vidéo : Massimiliano Irrati | Spectateurs : 25 000 Arbitrage : Maurizio Mariani Arbitre vidéo : Massimiliano Irrati |

| 1re journée                  | Olympiakos                  | 2 - 1   | Royal Antwerp FC | Stade Karaïskakis, Le Pirée                                               |                                                                           |
| 16 septembre 2021 21h00 CEST | El-Arabi 52e · Reabciuk 87e | (0 - 0) | 75e Samatta      | Spectateurs : 15 615 Arbitrage : Tamás Bognár Arbitre vidéo : Marco Guida | Spectateurs : 15 615 Arbitrage : Tamás Bognár Arbitre vidéo : Marco Guida |
| 16 septembre 2021 21h00 CEST | Rapport                     |         |                  | Spectateurs : 15 615 Arbitrage : Tamás Bognár Arbitre vidéo : Marco Guida | Spectateurs : 15 615 Arbitrage : Tamás Bognár Arbitre vidéo : Marco Guida |

| 2e journée                   | Royal Antwerp FC | 0 - 1   | Eintracht Francfort    | Bosuilstadion, Anvers                                                         |                                                                               |
| 30 septembre 2021 18h45 CEST |                  | (0 - 0) | 90+1e (pen.) Paciência | Spectateurs : 13 193 Arbitrage : Jakob Kehlet Arbitre vidéo : Jochem Kamphuis | Spectateurs : 13 193 Arbitrage : Jakob Kehlet Arbitre vidéo : Jochem Kamphuis |
| 30 septembre 2021 18h45 CEST | Rapport          |         |                        | Spectateurs : 13 193 Arbitrage : Jakob Kehlet Arbitre vidéo : Jochem Kamphuis | Spectateurs : 13 193 Arbitrage : Jakob Kehlet Arbitre vidéo : Jochem Kamphuis |

| 2e journée                   | Fenerbahçe SK | 0 - 3   | Olympiakos                   | Stade Şükrü Saracoğlu, Istanbul                                                                  |                                                                                                  |
| 30 septembre 2021 18h45 CEST |               | (0 - 1) | 6e Soares · 63e 68e Masoúras | Spectateurs : 22 160 Arbitrage : Alejandro Hernández Hernández Arbitre vidéo : Ricardo de Burgos | Spectateurs : 22 160 Arbitrage : Alejandro Hernández Hernández Arbitre vidéo : Ricardo de Burgos |
| 30 septembre 2021 18h45 CEST | Rapport       |         |                              | Spectateurs : 22 160 Arbitrage : Alejandro Hernández Hernández Arbitre vidéo : Ricardo de Burgos | Spectateurs : 22 160 Arbitrage : Alejandro Hernández Hernández Arbitre vidéo : Ricardo de Burgos |

| 3e journée                 | Fenerbahçe SK           | 2 - 2   | Royal Antwerp FC         | Stade Şükrü Saracoğlu, Istanbul                                                  |                                                                                  |
| 21 octobre 2021 18h45 CEST | Valencia 21e 45e (pen.) | (2 - 1) | 2e Samatta · 62e Gerkens | Spectateurs : 16 629 Arbitrage : Sergei Ivanov Arbitre vidéo : Vladimir Moskalev | Spectateurs : 16 629 Arbitrage : Sergei Ivanov Arbitre vidéo : Vladimir Moskalev |
| 21 octobre 2021 18h45 CEST | Rapport                 |         |                          | Spectateurs : 16 629 Arbitrage : Sergei Ivanov Arbitre vidéo : Vladimir Moskalev | Spectateurs : 16 629 Arbitrage : Sergei Ivanov Arbitre vidéo : Vladimir Moskalev |

| 3e journée                 | Eintracht Francfort                         | 3 - 1   | Olympiakos          | Deutsche Bank Park, Francfort-sur-le-Main                                    |                                                                              |
| 21 octobre 2021 21h00 CEST | Borré 26e (pen.) · Touré 45+3e · Kamada 59e | (2 - 1) | 30e (pen.) El-Arabi | Spectateurs : 35 000 Arbitrage : Tiago Martins Arbitre vidéo : João Pinheiro | Spectateurs : 35 000 Arbitrage : Tiago Martins Arbitre vidéo : João Pinheiro |
| 21 octobre 2021 21h00 CEST | Rapport                                     |         |                     | Spectateurs : 35 000 Arbitrage : Tiago Martins Arbitre vidéo : João Pinheiro | Spectateurs : 35 000 Arbitrage : Tiago Martins Arbitre vidéo : João Pinheiro |

| 4e journée                | Olympiakos   | 1 - 2   | Eintracht Francfort      | Stade Karaïskakis, Le Pirée                                                    |                                                                                |
| 4 novembre 2021 18h45 CET | El-Arabi 12e | (1 - 1) | 17e Kamada · 90+2e Hauge | Spectateurs : 23 050 Arbitrage : Aleksei Kulbakov Arbitre vidéo : Paolo Valeri | Spectateurs : 23 050 Arbitrage : Aleksei Kulbakov Arbitre vidéo : Paolo Valeri |
| 4 novembre 2021 18h45 CET | Rapport      |         |                          | Spectateurs : 23 050 Arbitrage : Aleksei Kulbakov Arbitre vidéo : Paolo Valeri | Spectateurs : 23 050 Arbitrage : Aleksei Kulbakov Arbitre vidéo : Paolo Valeri |

| 4e journée                | Royal Antwerp FC | 0 - 3   | Fenerbahçe SK                       | Bosuilstadion, Anvers                                                  |                                                                        |
| 4 novembre 2021 21h00 CET |                  | (0 - 3) | 8e Yandaş · 16e Meyer · 29e Berisha | Spectateurs : 0 Arbitrage : Irfan Peljto Arbitre vidéo : João Pinheiro | Spectateurs : 0 Arbitrage : Irfan Peljto Arbitre vidéo : João Pinheiro |
| 4 novembre 2021 21h00 CET | Rapport          |         |                                     | Spectateurs : 0 Arbitrage : Irfan Peljto Arbitre vidéo : João Pinheiro | Spectateurs : 0 Arbitrage : Irfan Peljto Arbitre vidéo : João Pinheiro |

| 5e journée                 | Eintracht Francfort          | 2 - 2   | Royal Antwerp FC             | Deutsche Bank Park, Francfort-sur-le-Main                                  |                                                                            |
| 25 novembre 2021 21h00 CET | Kamada 13e · Paciência 90+4e | (1 - 1) | 33e Nainggolan · 88e Samatta | Spectateurs : 30 000 Arbitrage : Paul Tierney Arbitre vidéo : Peter Bankes | Spectateurs : 30 000 Arbitrage : Paul Tierney Arbitre vidéo : Peter Bankes |
| 25 novembre 2021 21h00 CET | Rapport                      |         |                              | Spectateurs : 30 000 Arbitrage : Paul Tierney Arbitre vidéo : Peter Bankes | Spectateurs : 30 000 Arbitrage : Paul Tierney Arbitre vidéo : Peter Bankes |

| 5e journée                 | Olympiakos | 1 - 0   | Fenerbahçe SK | Stade Karaïskakis, Le Pirée                                                                        | |
| 25 novembre 2021 21h00 CET | Soares 90e | (0 - 0) |               | Spectateurs : 22 405 Arbitrage : Antonio Mateu Lahoz Arbitre vidéo : Alejandro Hernández Hernández | Spectateurs : 22 405 Arbitrage : Antonio Mateu Lahoz Arbitre vidéo : Alejandro Hernández Hernández |
| 25 novembre 2021 21h00 CET | Rapport    |         |               | Spectateurs : 22 405 Arbitrage : Antonio Mateu Lahoz Arbitre vidéo : Alejandro Hernández Hernández | Spectateurs : 22 405 Arbitrage : Antonio Mateu Lahoz Arbitre vidéo : Alejandro Hernández Hernández |

| 6e journée                | Royal Antwerp FC | 1 - 0   | Olympiakos | Bosuilstadion, Anvers                                                         |                                                                               |
| 9 décembre 2021 18h45 CET | Balikwisha 7e    | (1 - 0) |            | Spectateurs : 7 992 Arbitrage : Marco Di Bello Arbitre vidéo : Michael Fabbri | Spectateurs : 7 992 Arbitrage : Marco Di Bello Arbitre vidéo : Michael Fabbri |
| 9 décembre 2021 18h45 CET | Rapport          |         |            | Spectateurs : 7 992 Arbitrage : Marco Di Bello Arbitre vidéo : Michael Fabbri | Spectateurs : 7 992 Arbitrage : Marco Di Bello Arbitre vidéo : Michael Fabbri |

| 6e journée                | Fenerbahçe SK | 1 - 1   | Eintracht Francfort | Stade Şükrü Saracoğlu, Istanbul                                             |                                                                             |
| 9 décembre 2021 18h45 CET | Berisha 42e   | (1 - 1) | 29e Sow             | Spectateurs : 8 932 Arbitrage : Srđan Jovanović Arbitre vidéo : Mario Zebec | Spectateurs : 8 932 Arbitrage : Srđan Jovanović Arbitre vidéo : Mario Zebec |
| 9 décembre 2021 18h45 CET | Rapport       |         |                     | Spectateurs : 8 932 Arbitrage : Srđan Jovanović Arbitre vidéo : Mario Zebec | Spectateurs : 8 932 Arbitrage : Srđan Jovanović Arbitre vidéo : Mario Zebec |

### Groupe E
| Rang | Équipe                 | Pts | J | G | N | P | Bp | Bc | Diff |  | Résultats (▼ dom., ► ext.) |     |     |     |     |
| ---- | ---------------------- | --- | - | - | - | - | -- | -- | ---- |  | -------------------------- | --- | --- | --- | --- |
| 1    | Galatasaray SK         | 12  | 6 | 3 | 3 | 0 | 7  | 3  | +4   |  | Galatasaray SK             |     | 1-0 | 4-2 | 1-1 |
| 2    | SS Lazio               | 9   | 6 | 2 | 3 | 1 | 7  | 3  | +4   |  | SS Lazio                   | 0-0 |     | 0-0 | 2-0 |
| 3    | Olympique de Marseille | 7   | 6 | 1 | 4 | 1 | 6  | 7  | -1   |  | Olympique de Marseille     | 0-0 | 2-2 |     | 1-0 |
| 4    | Lokomotiv Moscou       | 2   | 6 | 0 | 2 | 4 | 2  | 9  | -7   |  | Lokomotiv Moscou           | 0-1 | 0-3 | 1-1 |     |

| 1re journée                  | Galatasaray SK      | 1 - 0   | SS Lazio | Nouveau complexe sportif Ali-Sami-Yen, Istanbul                          |                                                                          |
| 16 septembre 2021 18h45 CEST | Strakosha 67e (csc) | (0 - 0) |          | Spectateurs : 15 353 Arbitrage : Matej Jug Arbitre vidéo : Slavko Vinčić | Spectateurs : 15 353 Arbitrage : Matej Jug Arbitre vidéo : Slavko Vinčić |
| 16 septembre 2021 18h45 CEST | Rapport             |         |          | Spectateurs : 15 353 Arbitrage : Matej Jug Arbitre vidéo : Slavko Vinčić | Spectateurs : 15 353 Arbitrage : Matej Jug Arbitre vidéo : Slavko Vinčić |

| 1re journée                  | Lokomotiv Moscou | 1 - 1   | Olympique de Marseille | RZD Arena, Moscou                                                         |                                                                           |
| 16 septembre 2021 18h45 CEST | Anjorin 89e      | (0 - 0) | 59e (pen.) Ünder       | Spectateurs : 8 100 Arbitrage : Irfan Peljto Arbitre vidéo : Felix Zwayer | Spectateurs : 8 100 Arbitrage : Irfan Peljto Arbitre vidéo : Felix Zwayer |
| 16 septembre 2021 18h45 CEST | Rapport          |         |                        | Spectateurs : 8 100 Arbitrage : Irfan Peljto Arbitre vidéo : Felix Zwayer | Spectateurs : 8 100 Arbitrage : Irfan Peljto Arbitre vidéo : Felix Zwayer |

| 2e journée                   | SS Lazio               | 2 - 0   | Lokomotiv Moscou | Stade olympique, Rome                                                       |                                                                             |
| 30 septembre 2021 21h00 CEST | Bašić 13e · Patric 38e | (2 - 0) |                  | Spectateurs : 6 767 Arbitrage : Craig Pawson Arbitre vidéo : Chris Kavanagh | Spectateurs : 6 767 Arbitrage : Craig Pawson Arbitre vidéo : Chris Kavanagh |
| 30 septembre 2021 21h00 CEST | Rapport                |         |                  | Spectateurs : 6 767 Arbitrage : Craig Pawson Arbitre vidéo : Chris Kavanagh | Spectateurs : 6 767 Arbitrage : Craig Pawson Arbitre vidéo : Chris Kavanagh |

| 2e journée                   | Olympique de Marseille | 0 - 0   | Galatasaray SK | Stade Vélodrome, Marseille                                                           |                                                                                      |
| 30 septembre 2021 21h00 CEST |                        | (0 - 0) |                | Spectateurs : 49 870 Arbitrage : Paweł Raczkowski Arbitre vidéo : Tomasz Kwiatkowski | Spectateurs : 49 870 Arbitrage : Paweł Raczkowski Arbitre vidéo : Tomasz Kwiatkowski |
| 30 septembre 2021 21h00 CEST | Rapport                |         |                | Spectateurs : 49 870 Arbitrage : Paweł Raczkowski Arbitre vidéo : Tomasz Kwiatkowski | Spectateurs : 49 870 Arbitrage : Paweł Raczkowski Arbitre vidéo : Tomasz Kwiatkowski |

| 3e journée                 | SS Lazio | 0 - 0   | Olympique de Marseille | Stade olympique, Rome                                                     |                                                                           |
| 21 octobre 2021 18h45 CEST |          | (0 - 0) |                        | Spectateurs : 8 329 Arbitrage : Deniz Aytekin Arbitre vidéo : Marco Fritz | Spectateurs : 8 329 Arbitrage : Deniz Aytekin Arbitre vidéo : Marco Fritz |
| 21 octobre 2021 18h45 CEST | Rapport  |         |                        | Spectateurs : 8 329 Arbitrage : Deniz Aytekin Arbitre vidéo : Marco Fritz | Spectateurs : 8 329 Arbitrage : Deniz Aytekin Arbitre vidéo : Marco Fritz |

| 3e journée                 | Lokomotiv Moscou | 0 - 1   | Galatasaray SK | RZD Arena, Moscou                                                              |                                                                                |
| 21 octobre 2021 21h00 CEST |                  | (0 - 0) | 82e Aktürkoğlu | Spectateurs : 8 100 Arbitrage : Harald Lechner Arbitre vidéo : Bastian Dankert | Spectateurs : 8 100 Arbitrage : Harald Lechner Arbitre vidéo : Bastian Dankert |
| 21 octobre 2021 21h00 CEST | Rapport          |         |                | Spectateurs : 8 100 Arbitrage : Harald Lechner Arbitre vidéo : Bastian Dankert | Spectateurs : 8 100 Arbitrage : Harald Lechner Arbitre vidéo : Bastian Dankert |

| 4e journée                | Galatasaray SK | 1 - 1   | Lokomotiv Moscou | Nouveau complexe sportif Ali-Sami-Yen, Istanbul                                |                                                                                |
| 4 novembre 2021 18h45 CET | Feghouli 43e   | (1 - 0) | 73e Kamano       | Spectateurs : 27 776 Arbitrage : Sandro Schärer Arbitre vidéo : Lionel Tschudi | Spectateurs : 27 776 Arbitrage : Sandro Schärer Arbitre vidéo : Lionel Tschudi |
| 4 novembre 2021 18h45 CET | Rapport        |         |                  | Spectateurs : 27 776 Arbitrage : Sandro Schärer Arbitre vidéo : Lionel Tschudi | Spectateurs : 27 776 Arbitrage : Sandro Schärer Arbitre vidéo : Lionel Tschudi |

| 4e journée                | Olympique de Marseille       | 2 - 2   | SS Lazio                      | Stade Vélodrome, Marseille                                                                         | |
| 4 novembre 2021 21h00 CET | Milik 33e (pen.) · Payet 82e | (1 - 1) | 45+7e Anderson · 49e Immobile | Spectateurs : 59 163 Arbitrage : José María Sánchez Martínez Arbitre vidéo : Juan Martínez Munuera | Spectateurs : 59 163 Arbitrage : José María Sánchez Martínez Arbitre vidéo : Juan Martínez Munuera |
| 4 novembre 2021 21h00 CET | Rapport                      |         |                               | Spectateurs : 59 163 Arbitrage : José María Sánchez Martínez Arbitre vidéo : Juan Martínez Munuera | Spectateurs : 59 163 Arbitrage : José María Sánchez Martínez Arbitre vidéo : Juan Martínez Munuera |

| 5e journée                 | Galatasaray SK                                                 | 4 - 2   | Olympique de Marseille | Nouveau complexe sportif Ali-Sami-Yen, Istanbul                                  |                                                                                  |
| 25 novembre 2021 18h45 CET | Cicâldău 12e · Ćaleta-Car 30e (csc) · Feghouli 64e · Babel 83e | (2 - 0) | 70e 85e Milik          | Spectateurs : 39 758 Arbitrage : Tobias Stieler Arbitre vidéo : Sascha Stegemann | Spectateurs : 39 758 Arbitrage : Tobias Stieler Arbitre vidéo : Sascha Stegemann |
| 25 novembre 2021 18h45 CET | Rapport                                                        |         |                        | Spectateurs : 39 758 Arbitrage : Tobias Stieler Arbitre vidéo : Sascha Stegemann | Spectateurs : 39 758 Arbitrage : Tobias Stieler Arbitre vidéo : Sascha Stegemann |

| 5e journée                 | Lokomotiv Moscou | 0 - 3   | SS Lazio                                   | RZD Arena, Moscou                                                               |                                                                                 |
| 25 novembre 2021 18h45 CET |                  | (0 - 0) | 56e (pen.) 63e (pen.) Immobile · 87e Pedro | Spectateurs : 8 100 Arbitrage : Artur Soares Dias Arbitre vidéo : Tiago Martins | Spectateurs : 8 100 Arbitrage : Artur Soares Dias Arbitre vidéo : Tiago Martins |
| 25 novembre 2021 18h45 CET | Rapport          |         |                                            | Spectateurs : 8 100 Arbitrage : Artur Soares Dias Arbitre vidéo : Tiago Martins | Spectateurs : 8 100 Arbitrage : Artur Soares Dias Arbitre vidéo : Tiago Martins |

| 6e journée                | SS Lazio | 0 - 0   | Galatasaray SK | Stade olympique, Rome                                                                  |                                                                                        |
| 9 décembre 2021 21h00 CET |          | (0 - 0) |                | Spectateurs : 13 178 Arbitrage : Carlos del Cerro Grande Arbitre vidéo : Benoît Millot | Spectateurs : 13 178 Arbitrage : Carlos del Cerro Grande Arbitre vidéo : Benoît Millot |
| 9 décembre 2021 21h00 CET | Rapport  |         |                | Spectateurs : 13 178 Arbitrage : Carlos del Cerro Grande Arbitre vidéo : Benoît Millot | Spectateurs : 13 178 Arbitrage : Carlos del Cerro Grande Arbitre vidéo : Benoît Millot |

| 6e journée                | Olympique de Marseille | 1 - 0   | Lokomotiv Moscou | Stade Vélodrome, Marseille                                                      |                                                                                 |
| 9 décembre 2021 21h00 CET | Milik 35e              | (1 - 0) |                  | Spectateurs : 42 614 Arbitrage : William Collum Arbitre vidéo : Allard Lindhout | Spectateurs : 42 614 Arbitrage : William Collum Arbitre vidéo : Allard Lindhout |
| 9 décembre 2021 21h00 CET | Rapport                |         |                  | Spectateurs : 42 614 Arbitrage : William Collum Arbitre vidéo : Allard Lindhout | Spectateurs : 42 614 Arbitrage : William Collum Arbitre vidéo : Allard Lindhout |

### Groupe F
| Rang | Équipe                   | Pts | J | G | N | P | Bp | Bc | Diff |  | Résultats (▼ dom., ► ext.) |     |     |     |     |
| ---- | ------------------------ | --- | - | - | - | - | -- | -- | ---- |  | -------------------------- | --- | --- | --- | --- |
| 1    | Étoile rouge de Belgrade | 11  | 6 | 3 | 2 | 1 | 6  | 4  | +2   |  | Étoile rouge de Belgrade   |     | 2-1 | 0-1 | 1-0 |
| 2    | SC Braga                 | 10  | 6 | 3 | 1 | 2 | 12 | 9  | +3   |  | SC Braga                   | 1-1 |     | 3-1 | 4-2 |
| 3    | FC Midtjylland           | 9   | 6 | 2 | 3 | 1 | 7  | 7  | 0    |  | FC Midtjylland             | 1-1 | 3-2 |     | 1-1 |
| 4    | Ludogorets Razgrad       | 2   | 6 | 0 | 2 | 4 | 3  | 8  | -5   |  | Ludogorets Razgrad         | 0-1 | 0-1 | 0-0 |     |

| 1re journée                  | FC Midtjylland | 1 - 1   | Ludogorets Razgrad | MCH Arena, Herning                                                            |                                                                               |
| 16 septembre 2021 18h45 CEST | Isaksen 3e     | (1 - 1) | 32e Despodov       | Spectateurs : 6 568 Arbitrage : Aliyar Aghayev Arbitre vidéo : Vitali Meshkov | Spectateurs : 6 568 Arbitrage : Aliyar Aghayev Arbitre vidéo : Vitali Meshkov |
| 16 septembre 2021 18h45 CEST | Rapport        |         |                    | Spectateurs : 6 568 Arbitrage : Aliyar Aghayev Arbitre vidéo : Vitali Meshkov | Spectateurs : 6 568 Arbitrage : Aliyar Aghayev Arbitre vidéo : Vitali Meshkov |

| 1re journée                  | Étoile rouge de Belgrade     | 2 - 1   | SC Braga   | Stade de l'Étoile rouge, Belgrade                                          |                                                                            |
| 16 septembre 2021 18h45 CEST | Rodić 75e · Katai 85e (pen.) | (0 - 0) | 76e Galeno | Spectateurs : 24 671 Arbitrage : John Beaton Arbitre vidéo : Andrew Madley | Spectateurs : 24 671 Arbitrage : John Beaton Arbitre vidéo : Andrew Madley |
| 16 septembre 2021 18h45 CEST | Rapport                      |         |            | Spectateurs : 24 671 Arbitrage : John Beaton Arbitre vidéo : Andrew Madley | Spectateurs : 24 671 Arbitrage : John Beaton Arbitre vidéo : Andrew Madley |

| 2e journée                   | SC Braga                            | 3 - 1   | FC Midtjylland     | Stade municipal, Braga                                                           |                                                                                  |
| 30 septembre 2021 21h00 CEST | Galeno 55e (pen.) 90+5e · Horta 62e | (0 - 1) | 19e (pen.) Evander | Spectateurs : 5 449 Arbitrage : Stéphanie Frappart Arbitre vidéo : Willy Delajod | Spectateurs : 5 449 Arbitrage : Stéphanie Frappart Arbitre vidéo : Willy Delajod |
| 30 septembre 2021 21h00 CEST | Rapport                             |         |                    | Spectateurs : 5 449 Arbitrage : Stéphanie Frappart Arbitre vidéo : Willy Delajod | Spectateurs : 5 449 Arbitrage : Stéphanie Frappart Arbitre vidéo : Willy Delajod |

| 2e journée                   | Ludogorets Razgrad | 0 - 1   | Étoile rouge de Belgrade | Ludogorets Arena, Razgrad                                                    |                                                                              |
| 30 septembre 2021 21h00 CEST |                    | (0 - 0) | 64e Kanga                | Spectateurs : 3 078 Arbitrage : Jérôme Brisard Arbitre vidéo : Benoît Millot | Spectateurs : 3 078 Arbitrage : Jérôme Brisard Arbitre vidéo : Benoît Millot |
| 30 septembre 2021 21h00 CEST | Rapport            |         |                          | Spectateurs : 3 078 Arbitrage : Jérôme Brisard Arbitre vidéo : Benoît Millot | Spectateurs : 3 078 Arbitrage : Jérôme Brisard Arbitre vidéo : Benoît Millot |

| 3e journée                 | Ludogorets Razgrad | 0 - 1   | SC Braga | Ludogorets Arena, Razgrad                                                   |                                                                             |
| 21 octobre 2021 18h45 CEST |                    | (0 - 1) | 7e Horta | Spectateurs : 2 280 Arbitrage : Kristo Tohver Arbitre vidéo : Dennis Higler | Spectateurs : 2 280 Arbitrage : Kristo Tohver Arbitre vidéo : Dennis Higler |
| 21 octobre 2021 18h45 CEST | Rapport            |         |          | Spectateurs : 2 280 Arbitrage : Kristo Tohver Arbitre vidéo : Dennis Higler | Spectateurs : 2 280 Arbitrage : Kristo Tohver Arbitre vidéo : Dennis Higler |

| 3e journée                 | FC Midtjylland | 1 - 1   | Étoile rouge de Belgrade | MCH Arena, Herning                                                             |                                                                                |
| 21 octobre 2021 18h45 CEST | Dyhr 78e       | (0 - 0) | 58e Ivanić               | Spectateurs : 8 438 Arbitrage : Roi Reinshreiber Arbitre vidéo : Orel Grinfeld | Spectateurs : 8 438 Arbitrage : Roi Reinshreiber Arbitre vidéo : Orel Grinfeld |
| 21 octobre 2021 18h45 CEST | Rapport        |         |                          | Spectateurs : 8 438 Arbitrage : Roi Reinshreiber Arbitre vidéo : Orel Grinfeld | Spectateurs : 8 438 Arbitrage : Roi Reinshreiber Arbitre vidéo : Orel Grinfeld |

| 4e journée                | SC Braga                                               | 4 - 2   | Ludogorets Razgrad           | Stade municipal, Braga                                                      |                                                                             |
| 4 novembre 2021 21h00 CET | Musrati 25e · Medeiros 37e · Galeno 40e · González 73e | (3 - 1) | 33e Sotiríou · 79e Plastoune | Spectateurs : 6 221 Arbitrage : Glenn Nyberg Arbitre vidéo : Pol van Boekel | Spectateurs : 6 221 Arbitrage : Glenn Nyberg Arbitre vidéo : Pol van Boekel |
| 4 novembre 2021 21h00 CET | Rapport                                                |         |                              | Spectateurs : 6 221 Arbitrage : Glenn Nyberg Arbitre vidéo : Pol van Boekel | Spectateurs : 6 221 Arbitrage : Glenn Nyberg Arbitre vidéo : Pol van Boekel |

| 4e journée                | Étoile rouge de Belgrade | 0 - 1   | FC Midtjylland  | Stade de l'Étoile rouge, Belgrade                                               |                                                                                 |
| 4 novembre 2021 21h00 CET |                          | (0 - 0) | 56e (csc) Kanga | Spectateurs : 23 070 Arbitrage : Tamás Bognár Arbitre vidéo : Jesús Gil Manzano | Spectateurs : 23 070 Arbitrage : Tamás Bognár Arbitre vidéo : Jesús Gil Manzano |
| 4 novembre 2021 21h00 CET | Rapport                  |         |                 | Spectateurs : 23 070 Arbitrage : Tamás Bognár Arbitre vidéo : Jesús Gil Manzano | Spectateurs : 23 070 Arbitrage : Tamás Bognár Arbitre vidéo : Jesús Gil Manzano |

| 5e journée                 | FC Midtjylland                                      | 3 - 2   | SC Braga               | MCH Arena, Herning                                                       |                                                                          |
| 25 novembre 2021 18h45 CET | Sviatchenko 2e · Isaksen 48e · Evander 90+3e (pen.) | (1 - 1) | 43e Horta · 85e Galeno | Spectateurs : 7 189 Arbitrage : Matej Jug Arbitre vidéo : Rade Obrenović | Spectateurs : 7 189 Arbitrage : Matej Jug Arbitre vidéo : Rade Obrenović |
| 25 novembre 2021 18h45 CET | Rapport                                             |         |                        | Spectateurs : 7 189 Arbitrage : Matej Jug Arbitre vidéo : Rade Obrenović | Spectateurs : 7 189 Arbitrage : Matej Jug Arbitre vidéo : Rade Obrenović |

| 5e journée                 | Étoile rouge de Belgrade | 1 - 0   | Ludogorets Razgrad | Stade de l'Étoile rouge, Belgrade                                                              |                                                                                                |
| 25 novembre 2021 18h45 CET | Ivanić 57e               | (0 - 0) |                    | Spectateurs : 11 252 Arbitrage : José María Sánchez Martínez Arbitre vidéo : Jesús Gil Manzano | Spectateurs : 11 252 Arbitrage : José María Sánchez Martínez Arbitre vidéo : Jesús Gil Manzano |
| 25 novembre 2021 18h45 CET | Rapport                  |         |                    | Spectateurs : 11 252 Arbitrage : José María Sánchez Martínez Arbitre vidéo : Jesús Gil Manzano | Spectateurs : 11 252 Arbitrage : José María Sánchez Martínez Arbitre vidéo : Jesús Gil Manzano |

| 6e journée                | SC Braga          | 1 - 1   | Étoile rouge de Belgrade | Stade municipal, Braga                                                     |                                                                            |
| 9 décembre 2021 21h00 CET | Galeno 52e (pen.) | (0 - 0) | 70e (pen.) Katai         | Spectateurs : 5 344 Arbitrage : Marco Guida Arbitre vidéo : Amaury Delerue | Spectateurs : 5 344 Arbitrage : Marco Guida Arbitre vidéo : Amaury Delerue |
| 9 décembre 2021 21h00 CET | Rapport           |         |                          | Spectateurs : 5 344 Arbitrage : Marco Guida Arbitre vidéo : Amaury Delerue | Spectateurs : 5 344 Arbitrage : Marco Guida Arbitre vidéo : Amaury Delerue |

| 6e journée                | Ludogorets Razgrad | 0 - 0   | FC Midtjylland | Ludogorets Arena, Razgrad                                                |                                                                          |
| 9 décembre 2021 21h00 CET |                    | (0 - 0) |                | Spectateurs : 556 Arbitrage : Tobias Stieler Arbitre vidéo : Günter Perl | Spectateurs : 556 Arbitrage : Tobias Stieler Arbitre vidéo : Günter Perl |
| 9 décembre 2021 21h00 CET | Rapport            |         |                | Spectateurs : 556 Arbitrage : Tobias Stieler Arbitre vidéo : Günter Perl | Spectateurs : 556 Arbitrage : Tobias Stieler Arbitre vidéo : Günter Perl |

### Groupe G
| Rang | Équipe           | Pts | J | G | N | P | Bp | Bc | Diff |  | Résultats (▼ dom., ► ext.) |     |     |     |     |
| ---- | ---------------- | --- | - | - | - | - | -- | -- | ---- |  | -------------------------- | --- | --- | --- | --- |
| 1    | Bayer Leverkusen | 13  | 6 | 4 | 1 | 1 | 14 | 5  | +9   |  | Bayer Leverkusen           |     | 4-0 | 3-2 | 2-1 |
| 2    | Real Betis       | 10  | 6 | 3 | 1 | 2 | 12 | 12 | 0    |  | Real Betis                 | 1-1 |     | 4-3 | 2-0 |
| 3    | Celtic FC        | 9   | 6 | 3 | 0 | 3 | 13 | 15 | -2   |  | Celtic FC                  | 0-4 | 3-2 |     | 2-0 |
| 4    | Ferencváros TC   | 3   | 6 | 1 | 0 | 5 | 5  | 12 | -7   |  | Ferencváros TC             | 1-0 | 1-3 | 2-3 |     |

| 1re journée                  | Bayer Leverkusen         | 2 - 1   | Ferencváros TC | BayArena, Leverkusen                                                             |                                                                                  |
| 16 septembre 2021 18h45 CEST | Palacios 37e · Wirtz 69e | (1 - 1) | 8e R. Mmaee    | Spectateurs : 11 013 Arbitrage : Andris Treimanis Arbitre vidéo : Pol van Boekel | Spectateurs : 11 013 Arbitrage : Andris Treimanis Arbitre vidéo : Pol van Boekel |
| 16 septembre 2021 18h45 CEST | Rapport                  |         |                | Spectateurs : 11 013 Arbitrage : Andris Treimanis Arbitre vidéo : Pol van Boekel | Spectateurs : 11 013 Arbitrage : Andris Treimanis Arbitre vidéo : Pol van Boekel |

| 1re journée                  | Real Betis                                  | 4 - 3   | Celtic FC                                      | Stade Benito-Villamarín, Séville                                            |                                                                             |
| 16 septembre 2021 18h45 CEST | Miranda 32e · Juanmi 35e 53e · Iglesias 51e | (2 - 2) | 15e Ajeti · 27e (pen.) Juranović · 87e Ralston | Spectateurs : 30 893 Arbitrage : Fran Jović Arbitre vidéo : Bastian Dankert | Spectateurs : 30 893 Arbitrage : Fran Jović Arbitre vidéo : Bastian Dankert |
| 16 septembre 2021 18h45 CEST | Rapport                                     |         |                                                | Spectateurs : 30 893 Arbitrage : Fran Jović Arbitre vidéo : Bastian Dankert | Spectateurs : 30 893 Arbitrage : Fran Jović Arbitre vidéo : Bastian Dankert |

| 2e journée                   | Celtic FC | 0 - 4   | Bayer Leverkusen                                          | Celtic Park, Glasgow                                                                |                                                                                     |
| 30 septembre 2021 21h00 CEST |           | (0 - 2) | 25e Hincapié · 35e Wirtz · 58e (pen.) Alario · 90+4e Adli | Spectateurs : 55 436 Arbitrage : Marco Di Bello Arbitre vidéo : Massimiliano Irrati | Spectateurs : 55 436 Arbitrage : Marco Di Bello Arbitre vidéo : Massimiliano Irrati |
| 30 septembre 2021 21h00 CEST | Rapport   |         |                                                           | Spectateurs : 55 436 Arbitrage : Marco Di Bello Arbitre vidéo : Massimiliano Irrati | Spectateurs : 55 436 Arbitrage : Marco Di Bello Arbitre vidéo : Massimiliano Irrati |

| 2e journée                   | Ferencváros TC | 1 - 3   | Real Betis                                | Groupama Aréna, Budapest                                                       |                                                                                |
| 30 septembre 2021 21h00 CEST | Uzuni 44e      | (1 - 1) | 17e Fekir · 76e (csc) Wingo · 90+5e Tello | Spectateurs : 16 759 Arbitrage : Roi Reinshreiber Arbitre vidéo : David Fuxman | Spectateurs : 16 759 Arbitrage : Roi Reinshreiber Arbitre vidéo : David Fuxman |
| 30 septembre 2021 21h00 CEST | Rapport        |         |                                           | Spectateurs : 16 759 Arbitrage : Roi Reinshreiber Arbitre vidéo : David Fuxman | Spectateurs : 16 759 Arbitrage : Roi Reinshreiber Arbitre vidéo : David Fuxman |

| 3e journée                 | Celtic FC                        | 2 - 0   | Ferencváros TC | Celtic Park, Glasgow                                                         |                                                                              |
| 19 octobre 2021 16h30 CEST | Furuhashi 57e · Vécsei 81e (csc) | (0 - 0) |                | Spectateurs : 50 427 Arbitrage : Jakob Kehlet Arbitre vidéo : Jérôme Brisard | Spectateurs : 50 427 Arbitrage : Jakob Kehlet Arbitre vidéo : Jérôme Brisard |
| 19 octobre 2021 16h30 CEST | Rapport                          |         |                | Spectateurs : 50 427 Arbitrage : Jakob Kehlet Arbitre vidéo : Jérôme Brisard | Spectateurs : 50 427 Arbitrage : Jakob Kehlet Arbitre vidéo : Jérôme Brisard |

| 3e journée                 | Real Betis          | 1 - 1   | Bayer Leverkusen | Stade Benito-Villamarín, Séville                                                       |                                                                                        |
| 21 octobre 2021 18h45 CEST | Iglesias 75e (pen.) | (0 - 0) | 82e Andrich      | Spectateurs : 39 230 Arbitrage : Bastosz Frankowski Arbitre vidéo : Tomasz Kwiatkowski | Spectateurs : 39 230 Arbitrage : Bastosz Frankowski Arbitre vidéo : Tomasz Kwiatkowski |
| 21 octobre 2021 18h45 CEST | Rapport             |         |                  | Spectateurs : 39 230 Arbitrage : Bastosz Frankowski Arbitre vidéo : Tomasz Kwiatkowski | Spectateurs : 39 230 Arbitrage : Bastosz Frankowski Arbitre vidéo : Tomasz Kwiatkowski |

| 4e journée                | Bayer Leverkusen                      | 4 - 0   | Real Betis | BayArena, Leverkusen                                                           |                                                                                |
| 4 novembre 2021 21h00 CET | Diaby 42e 52e · Wirtz 86e · Amiri 90e | (1 - 0) |            | Spectateurs : 15 208 Arbitrage : Anthony Taylor Arbitre vidéo : Stuart Attwell | Spectateurs : 15 208 Arbitrage : Anthony Taylor Arbitre vidéo : Stuart Attwell |
| 4 novembre 2021 21h00 CET | Rapport                               |         |            | Spectateurs : 15 208 Arbitrage : Anthony Taylor Arbitre vidéo : Stuart Attwell | Spectateurs : 15 208 Arbitrage : Anthony Taylor Arbitre vidéo : Stuart Attwell |

| 4e journée                | Ferencváros TC         | 2 - 3   | Celtic FC                           | Groupama Aréna, Budapest                                                       |                                                                                |
| 4 novembre 2021 21h00 CET | Zubkov 11e · Uzuni 86e | (1 - 2) | 3e Furuhashi · 23e Jota · 60e Abada | Spectateurs : 16 501 Arbitrage : Fabio Verissimo Arbitre vidéo : Tiago Martins | Spectateurs : 16 501 Arbitrage : Fabio Verissimo Arbitre vidéo : Tiago Martins |
| 4 novembre 2021 21h00 CET | Rapport                |         |                                     | Spectateurs : 16 501 Arbitrage : Fabio Verissimo Arbitre vidéo : Tiago Martins | Spectateurs : 16 501 Arbitrage : Fabio Verissimo Arbitre vidéo : Tiago Martins |

| 5e journée                 | Bayer Leverkusen            | 3 - 2   | Celtic FC                       | BayArena, Leverkusen                                                                    |                                                                                         |
| 25 novembre 2021 18h45 CET | Andrich 16e 82e · Diaby 87e | (1 - 1) | 40e (pen.) Juranović · 56e Jota | Spectateurs : 19 830 Arbitrage : Tasos Sidiropoulos Arbitre vidéo : Massimiliano Irrati | Spectateurs : 19 830 Arbitrage : Tasos Sidiropoulos Arbitre vidéo : Massimiliano Irrati |
| 25 novembre 2021 18h45 CET | Rapport                     |         |                                 | Spectateurs : 19 830 Arbitrage : Tasos Sidiropoulos Arbitre vidéo : Massimiliano Irrati | Spectateurs : 19 830 Arbitrage : Tasos Sidiropoulos Arbitre vidéo : Massimiliano Irrati |

| 5e journée                 | Real Betis             | 2 - 0   | Ferencváros TC | Stade Benito-Villamarín, Séville                                            |                                                                             |
| 25 novembre 2021 18h45 CET | Tello 5e · Canales 52e | (1 - 0) |                | Spectateurs : 30 137 Arbitrage : Ruddy Buquet Arbitre vidéo : Willy Delajod | Spectateurs : 30 137 Arbitrage : Ruddy Buquet Arbitre vidéo : Willy Delajod |
| 25 novembre 2021 18h45 CET | Rapport                |         |                | Spectateurs : 30 137 Arbitrage : Ruddy Buquet Arbitre vidéo : Willy Delajod | Spectateurs : 30 137 Arbitrage : Ruddy Buquet Arbitre vidéo : Willy Delajod |

| 6e journée                | Celtic FC                                      | 3 - 2   | Real Betis                    | Celtic Park, Glasgow                                                               |                                                                                    |
| 9 décembre 2021 21h00 CET | Welsh 3e · Henderson 72e · Turnbull 78e (pen.) | (1 - 0) | 69e (csc) Bain · 75e Iglesias | Spectateurs : 54 548 Arbitrage : Daniel Stefański Arbitre vidéo : Paweł Raczkowski | Spectateurs : 54 548 Arbitrage : Daniel Stefański Arbitre vidéo : Paweł Raczkowski |
| 9 décembre 2021 21h00 CET | Rapport                                        |         |                               | Spectateurs : 54 548 Arbitrage : Daniel Stefański Arbitre vidéo : Paweł Raczkowski | Spectateurs : 54 548 Arbitrage : Daniel Stefański Arbitre vidéo : Paweł Raczkowski |

| 6e journée                | Ferencváros TC | 1 - 0   | Bayer Leverkusen | Groupama Aréna, Budapest                                                        |                                                                                 |
| 9 décembre 2021 21h00 CET | Laïdouni 82e   | (0 - 0) |                  | Spectateurs : 12 127 Arbitrage : Kirill Levnikov Arbitre vidéo : Vitali Meshkov | Spectateurs : 12 127 Arbitrage : Kirill Levnikov Arbitre vidéo : Vitali Meshkov |
| 9 décembre 2021 21h00 CET | Rapport        |         |                  | Spectateurs : 12 127 Arbitrage : Kirill Levnikov Arbitre vidéo : Vitali Meshkov | Spectateurs : 12 127 Arbitrage : Kirill Levnikov Arbitre vidéo : Vitali Meshkov |

### Groupe H
| Rang | Équipe          | Pts | J | G | N | P | Bp | Bc | Diff |  | Résultats (▼ dom., ► ext.) |     |     |     |     |
| ---- | --------------- | --- | - | - | - | - | -- | -- | ---- |  | -------------------------- | --- | --- | --- | --- |
| 1    | West Ham United | 13  | 6 | 4 | 1 | 1 | 11 | 3  | +8   |  | West Ham United            |     | 0-1 | 2-0 | 3-0 |
| 2    | Dinamo Zagreb   | 10  | 6 | 3 | 1 | 2 | 9  | 6  | +3   |  | Dinamo Zagreb              | 0-2 |     | 3-1 | 1-1 |
| 3    | Rapid Vienne    | 6   | 6 | 2 | 0 | 4 | 4  | 9  | -5   |  | Rapid Vienne               | 0-2 | 2-1 |     | 0-1 |
| 4    | KRC Genk        | 5   | 6 | 1 | 2 | 3 | 4  | 10 | -6   |  | KRC Genk                   | 2-2 | 0-3 | 0-1 |     |

| 1re journée                  | Dinamo Zagreb | 0 - 2   | West Ham United        | Stade Maksimir, Zagreb                                                      |                                                                             |
| 16 septembre 2021 18h45 CEST |               | (0 - 1) | 22e Antonio · 50e Rice | Spectateurs : 12 344 Arbitrage : Ruddy Buquet Arbitre vidéo : Benoît Millot | Spectateurs : 12 344 Arbitrage : Ruddy Buquet Arbitre vidéo : Benoît Millot |
| 16 septembre 2021 18h45 CEST | Rapport       |         |                        | Spectateurs : 12 344 Arbitrage : Ruddy Buquet Arbitre vidéo : Benoît Millot | Spectateurs : 12 344 Arbitrage : Ruddy Buquet Arbitre vidéo : Benoît Millot |

| 1re journée                  | Rapid Vienne | 0 - 1   | KRC Genk      | Allianz Stadion, Vienne                                                         |                                                                                 |
| 16 septembre 2021 18h45 CEST |              | (0 - 0) | 90+2e Onuachu | Spectateurs : 18 400 Arbitrage : Kristo Tohver Arbitre vidéo : Sascha Stegemann | Spectateurs : 18 400 Arbitrage : Kristo Tohver Arbitre vidéo : Sascha Stegemann |
| 16 septembre 2021 18h45 CEST | Rapport      |         |               | Spectateurs : 18 400 Arbitrage : Kristo Tohver Arbitre vidéo : Sascha Stegemann | Spectateurs : 18 400 Arbitrage : Kristo Tohver Arbitre vidéo : Sascha Stegemann |

| 2e journée                   | KRC Genk | 0 - 3   | Dinamo Zagreb                                   | Luminus Arena, Genk                                                               |                                                                                   |
| 30 septembre 2021 21h00 CEST |          | (0 - 2) | 10e Ivanušec · 45+3e (pen.) 67e (pen.) Petković | Spectateurs : 11 262 Arbitrage : Mattias Gestranius Arbitre vidéo : Dennis Higler | Spectateurs : 11 262 Arbitrage : Mattias Gestranius Arbitre vidéo : Dennis Higler |
| 30 septembre 2021 21h00 CEST | Rapport  |         |                                                 | Spectateurs : 11 262 Arbitrage : Mattias Gestranius Arbitre vidéo : Dennis Higler | Spectateurs : 11 262 Arbitrage : Mattias Gestranius Arbitre vidéo : Dennis Higler |

| 2e journée                   | West Ham United           | 2 - 0   | Rapid Vienne | Stade de Londres, Londres                                                         |                                                                                   |
| 30 septembre 2021 21h00 CEST | Rice 29e · Benrahma 90+4e | (1 - 0) |              | Spectateurs : 50 004 Arbitrage : Tobias Stieler Arbitre vidéo : Christian Dingert | Spectateurs : 50 004 Arbitrage : Tobias Stieler Arbitre vidéo : Christian Dingert |
| 30 septembre 2021 21h00 CEST | Rapport                   |         |              | Spectateurs : 50 004 Arbitrage : Tobias Stieler Arbitre vidéo : Christian Dingert | Spectateurs : 50 004 Arbitrage : Tobias Stieler Arbitre vidéo : Christian Dingert |

| 3e journée                 | Rapid Vienne           | 2 - 1   | Dinamo Zagreb | Allianz Stadion, Vienne                                                       |                                                                               |
| 21 octobre 2021 18h45 CEST | Grüll 9e · Hofmann 34e | (2 - 1) | 24e Oršić     | Spectateurs : 22 300 Arbitrage : Kateryna Monzul Arbitre vidéo : Felix Zwayer | Spectateurs : 22 300 Arbitrage : Kateryna Monzul Arbitre vidéo : Felix Zwayer |
| 21 octobre 2021 18h45 CEST | Rapport                |         |               | Spectateurs : 22 300 Arbitrage : Kateryna Monzul Arbitre vidéo : Felix Zwayer | Spectateurs : 22 300 Arbitrage : Kateryna Monzul Arbitre vidéo : Felix Zwayer |

| 3e journée                 | West Ham United                     | 3 - 0   | KRC Genk | Stade de Londres, Londres                                                         |                                                                                   |
| 21 octobre 2021 21h00 CEST | Dawson 45+1e · Diop 57e · Bowen 59e | (1 - 0) |          | Spectateurs : 45 980 Arbitrage : Donatas Rumšas Arbitre vidéo : Ricardo de Burgos | Spectateurs : 45 980 Arbitrage : Donatas Rumšas Arbitre vidéo : Ricardo de Burgos |
| 21 octobre 2021 21h00 CEST | Rapport                             |         |          | Spectateurs : 45 980 Arbitrage : Donatas Rumšas Arbitre vidéo : Ricardo de Burgos | Spectateurs : 45 980 Arbitrage : Donatas Rumšas Arbitre vidéo : Ricardo de Burgos |

| 4e journée                | KRC Genk                       | 2 - 2   | West Ham United  | Luminus Arena, Genk                                                            |                                                                                |
| 4 novembre 2021 18h45 CET | Paintsil 5e · Souček 88e (csc) | (1 - 0) | 59e 82e Benrahma | Spectateurs : 12 239 Arbitrage : Aleksandar Stavrev Arbitre vidéo : Kevin Blom | Spectateurs : 12 239 Arbitrage : Aleksandar Stavrev Arbitre vidéo : Kevin Blom |
| 4 novembre 2021 18h45 CET | Rapport                        |         |                  | Spectateurs : 12 239 Arbitrage : Aleksandar Stavrev Arbitre vidéo : Kevin Blom | Spectateurs : 12 239 Arbitrage : Aleksandar Stavrev Arbitre vidéo : Kevin Blom |

| 4e journée                | Dinamo Zagreb                          | 3 - 1   | Rapid Vienne   | Stade Maksimir, Zagreb                                                   |                                                                          |
| 4 novembre 2021 21h00 CET | Petković 12e · Andrić 34e · Šutalo 83e | (2 - 1) | 8e Knasmüllner | Spectateurs : 7 835 Arbitrage : John Beaton Arbitre vidéo : Peter Bankes | Spectateurs : 7 835 Arbitrage : John Beaton Arbitre vidéo : Peter Bankes |
| 4 novembre 2021 21h00 CET | Rapport                                |         |                | Spectateurs : 7 835 Arbitrage : John Beaton Arbitre vidéo : Peter Bankes | Spectateurs : 7 835 Arbitrage : John Beaton Arbitre vidéo : Peter Bankes |

| 5e journée                 | Dinamo Zagreb | 1 - 1   | KRC Genk   | Stade Maksimir, Zagreb                                                  |                                                                         |
| 25 novembre 2021 18h45 CET | Menalo 35e    | (1 - 1) | 45+1e Ugbo | Spectateurs : 6 892 Arbitrage : Glenn Nyberg Arbitre vidéo : Kevin Blom | Spectateurs : 6 892 Arbitrage : Glenn Nyberg Arbitre vidéo : Kevin Blom |
| 25 novembre 2021 18h45 CET | Rapport       |         |            | Spectateurs : 6 892 Arbitrage : Glenn Nyberg Arbitre vidéo : Kevin Blom | Spectateurs : 6 892 Arbitrage : Glenn Nyberg Arbitre vidéo : Kevin Blom |

| 5e journée                 | Rapid Vienne | 0 - 2   | West Ham United                     | Allianz Stadion, Vienne                                                  |                                                                          |
| 25 novembre 2021 18h45 CET |              | (0 - 2) | 40e Yarmolenko · 45+2e (pen.) Noble | Spectateurs : 0 Arbitrage : Sergei Ivanov Arbitre vidéo : Vitali Meshkov | Spectateurs : 0 Arbitrage : Sergei Ivanov Arbitre vidéo : Vitali Meshkov |
| 25 novembre 2021 18h45 CET | Rapport      |         |                                     | Spectateurs : 0 Arbitrage : Sergei Ivanov Arbitre vidéo : Vitali Meshkov | Spectateurs : 0 Arbitrage : Sergei Ivanov Arbitre vidéo : Vitali Meshkov |

| 6e journée                | KRC Genk | 0 - 1   | Rapid Vienne | Luminus Arena, Genk                                                         |                                                                             |
| 9 décembre 2021 21h00 CET |          | (0 - 1) | 29e Ljubičić | Spectateurs : 10 018 Arbitrage : Tiago Martins Arbitre vidéo : Luis Godinho | Spectateurs : 10 018 Arbitrage : Tiago Martins Arbitre vidéo : Luis Godinho |
| 9 décembre 2021 21h00 CET | Rapport  |         |              | Spectateurs : 10 018 Arbitrage : Tiago Martins Arbitre vidéo : Luis Godinho | Spectateurs : 10 018 Arbitrage : Tiago Martins Arbitre vidéo : Luis Godinho |

| 6e journée                | West Ham United | 0 - 1   | Dinamo Zagreb | Stade de Londres, Londres                                                        |                                                                                  |
| 9 décembre 2021 21h00 CET |                 | (0 - 1) | 4e Oršić      | Spectateurs : 49 401 Arbitrage : Maurizio Mariani Arbitre vidéo : Jérôme Brisard | Spectateurs : 49 401 Arbitrage : Maurizio Mariani Arbitre vidéo : Jérôme Brisard |
| 9 décembre 2021 21h00 CET | Rapport         |         |               | Spectateurs : 49 401 Arbitrage : Maurizio Mariani Arbitre vidéo : Jérôme Brisard | Spectateurs : 49 401 Arbitrage : Maurizio Mariani Arbitre vidéo : Jérôme Brisard |